# Sanmu, Chiba
Sanmu (山武市 Sanmu-shi) là một thành phố thuộc tỉnh Chiba, Nhật Bản.